# Árpád Kovács
Árpád Kovács (* 12. September 2005) ist ein ungarischer Leichtathlet, der sich auf den Sprint spezialisiert hat.

## Sportliche Laufbahn
Erste internationale Erfahrungen sammelte Árpád Kováčs im Jahr 2022, als er bei den U18-Europameisterschaften in Jerusalem in 47,87 s die Silbermedaille im 400-Meter-Lauf gewann. Im Jahr darauf wurde er bei der 2. Liga der Team-Europameisterschaft im Rahmen der Europaspiele in Chorzów in 3:17,42 min Fünfter in der Mixed-Staffel über 4-mal 400 Meter. Im August belegte er bei den U20-Europameisterschaften in Jerusalem in 47,61 s den siebten Platz über 400 Meter und kurz darauf verpasste er mit der 4-mal-400-Meter-Staffel mit neuem Landesrekord von 3:02,65 min den Finaleinzug bei den Weltmeisterschaften in Budapest. 2024 belegte er bei den U20-Weltmeisterschaften in Lima in 46,60 s den vierten Platz über 400 Meter. Im Jahr darauf gewann er mit der Staffel bei den Hallenweltmeisterschaften in Nanjing mit neuem Landesrekord von 3:06,03 min gemeinsam mit Patrik Simon Enyingi, Zoltán Wahl und Attila Molnár die Bronzemedaille hinter den Teams aus den Vereinigten Staaten und Jamaika. Ende Juni wurde er bei der 1. Liga der Team-Europameisterschaft in Madrid in 3:14,97 min Erster im B-Lauf in der Mixed-Staffel, ehe er bei den U23-Europameisterschaften in Bergen mit 46,94 s in der ersten Runde über 400 Meter ausschied. Kurz darauf belegte er bei den World University Games in Bochum mit der Staffel in 3:04,55 min den vierten Platz.
2025 wurde Kovács ungarischer Hallenmeister in der 4-mal-400-Meter-Staffel.

## Persönliche Bestzeiten
- 400 Meter: 45,97 s, 5. Juli 2025 in Szolnok
  - 400 Meter (Halle): 46,89 s, 9. Februar 2025 in Nyíregyháza